# Paramarbla ansorgei
Paramarbla ansorgei is een vlinder uit de familie spinneruilen (Erebidae), onderfamilie donsvlinders (Lymantriinae). De wetenschappelijke naam van deze soort is voor het eerst geldig gepubliceerd in 1960 door Collenette.
De soort komt voor in tropisch Afrika.